# Onchulus nolli
Onchulus nolli är en rundmaskart som beskrevs av Goffart 1950. Onchulus nolli ingår i släktet Onchulus och familjen Prismatolaimidae. Inga underarter finns listade i Catalogue of Life.